# سانتیاگو اورکئیاگا
سانتیاگو اورکئیاگا (انگلیسی: Santiago Urquiaga؛ زادهٔ ۱۸ آوریل ۱۹۵۸) بازیکن فوتبال اهل اسپانیا است.
از باشگاه‌هایی که در آن بازی کرده‌است می‌توان به باشگاه فوتبال اسپانیول، باشگاه فوتبال اتلتیک بیلبائو، و باشگاه فوتبال اتلتیک بیلبائو بی اشاره کرد.
وی همچنین در تیم‌های ملی فوتبال زیر ۱۸ سال اسپانیا، زیر ۲۰ سال اسپانیا، زیر ۲۱ سال اسپانیا و اسپانیا بازی کرده‌است.